# Serita Solomon
Serita Solomon (* 1. März 1990 in London) ist eine britische Hürdenläuferin, die sich auf die 100-Meter-Distanz spezialisiert hat.

## Sportliche Laufbahn
In ihrer Jugend- und Juniorenlaufbahn wurde Solomon mehrfache britische Meisterin und vertrat ihren Klub auch bei diversen europäischen Klubmeisterschaften. 2012 wurde sie Fünfte bei der britischen Vorausscheidung für die Olympischen Spiele. 2014 vertrat Serita Solomon das Vereinigte Königreich bei der Team-Europameisterschaft in Braunschweig und belegte dabei den achten Platz. Sie sicherte sich auch einen Startplatz für die Commonwealth Spiele in Glasgow, bei denen sie bis in das Halbfinale gelangte. 2015 gewann sie bei den Halleneuropameisterschaften in Prag die Bronzemedaille. Sie verbesserte dabei dreimal ihre Bestzeit auf 7,93 s. Des Weiteren vertrat sie ihr Land erneut bei der Team-Europameisterschaft und wurde erneut Achte. 2016 kam sie bei den Hallenweltmeisterschaften in Portland bis ins Finale und belegte dort den siebten Platz. Sie qualifizierte sich auch für die Europameisterschaften in Amsterdam, schied dort aber bereits in der ersten Runde aus.

## Persönliche Bestzeiten
- 100 m Hürden: 12,87 s, 7. Juni 2015 in Birmingham
  - 60 m Hürden (Halle): 7,93 s, 6. März 2015 in Prag